# 5277 Брисбен
5277 Брисбен (5277 Brisbane) — астероїд головного поясу. Відкритий 22 лютого 1988 року Робертом Макнотом. Названий на честь міста Брисбен, столиці Квінсленду.
Тіссеранів параметр щодо Юпітера — 3,560.